# Vladimír Skrepl
Vladimír Skrepl (* 18. září 1955 Jihlava) je český malíř, autor objektů a pedagog. Je považován za jednoho z nejvlivnějších výtvarných umělců své generace.  

## Život
V letech 1976–1981 studoval obory dějiny umění a etnografie na Filozofické fakultě Univerzity Jana Evangelisty Purkyně v Brně. V roce 1981 se přestěhoval do Prahy a nastoupil do Galerie hlavního města Prahy jako kurátor. Zde působil do roku 1991. Nemá standardní umělecké vzdělání. Jeho prvním, ještě poloveřejným vystoupením byla společná bytová výstava s Martinem Johnem v roce 1984. Spolu s ním a Jiřím Kovandou pak v druhé polovině osmdesátých uspořádali výstavy v Kulturním centrum Opatov a v Malé výstavní síni OKS v Liberci. V první polovině následující dekády Skreplovi největší pozornost věnovala progresivní soukromá Galerie MXM v Praze. Od roku 1994 vede Ateliér malířství II na Akademii výtvarných umění v Praze. V průběhu devadesátých let se zúčastnil řady klíčových kolektivních výstav. Jmenovat lze například výstavy Mezi Ezopem a Mauglím kurátorek Mileny Slavické a Vlasty Čihákové–Noshiro v roce 1992 nebo Perplex kurátorů Jany Ševčíkové a Jiřího Ševčíka v roce 1999. Manželé Ševčíkovi ho zařadili rovněž na přehlídek To, co zbývá (1993, Štencův dům, Praha), Zkušební provoz (1995, Mánes, Praha) a Snížený rozpočet (1997, Mánes, Praha). V roce 1996 si ho kurátoři Martin Dostál a Marek Pokorný vybrali na kolektivní výstavu Česká Abstra(H)ce v Galerii Václava Špály v roce 1996. V roce 2007 mu mladí umělci, teoretici a kritici umění udělili ocenění Umělec má cenu. O rok později se stal laureátem Ceny Michala Ranného, kterou společně vyhlašují Moravská galerie v Brně a Společnost přátel Moravské galerie. V roce 2021 uspořádalo Centrum pro současné uměná DOX výstavu Vladimír Skrepl: Remixed and Reimagined, na níž se ke Skreplově osobnosti a tvorbě vyjadřovali jeho dlouholetý asistent Jiří Kovanda a vybraní absolventi jeho ateliéru na AVU (např. Eva Koťátková, Jan Šerých, Josef Bolf a Jakubem Hoškem, Mark Ther ad.).

## Dílo
V rané tvorbě Vladimíra Skrepla rezonovalo seznámení se s dobovým hnutím německého neoexpresionismu. Teoretici Jiří a Jana Ševčíkovi v ní vnímali také vazby na malířské postmoderní hnutí italské transavantgardy. Oproti ní se však Skrepl spolu se svým tehdejším nejbližším kolegou Martinem Johnem neohlíželi na domácí tradici a kontext. V rozhovoru z roku 1984 se zmíněnými teoretiky Skrepl deklaroval zejména vztah k přímočarému vyjádření, u kterého nehrají roli dané zákonitosti zobrazování, a rozdíl mezi vytvářením obrazu u jiných a jeho dopředu nepromýšlené „pomalování plochy“. Odlišnou polohu jeho tvorby připomněla společná prezentace s Jiřím Kovandou a již zesnulým Martinem Johnem v pražské Galerii Svit v roce 2010, která rekonstruovala jejich dvaadvacet let starou výstavu v Liberci. Ta ukazovala, že v následující etapě rané tvorby Skrepl vycházel i z přehodnocování jazyka geometrie v duchu dobové tendence neo-geo.
Skreplova zralá malířská práce až překvapivě analogická k autorovým prvotním východiskům. Charakteristická je expresivním výrazem, vášnivým a dravým rukopisem a neustávající přitažlivostí figurálních námětů. Skreplův projev je gestický a tělesný. Jeho horizontem je intuitivní průnik k pudové, animální vrstvě výtvarného vyjádření. Kurátor Marek Pokorný o Skreplovi tvrdí, že „svým založením inklinuje především k průzkumům afektivních reakcí tvůrčího subjektu za pomoci rozvolněné, expresivní formy, která reflektuje možnosti či klišé média (malby, instalace, objektu).“ Kurátorka Edith Jeřábková stanovuje za podmínku Skreplovy tvorby „neustálé proměňování se, období zahuštěné a vrstvené malby střídá prázdnější kresba s textem, poté zase expresivní asambláž a socha. Je významně spojena s principy recyklace, koláže a kompozitního objektu a sochy, citace, dekonstrukce, rekontextualizace, ambivalence.“ Teoretik umění Václav Hájek pak u ní konstatuje „jakousi předestetickou hrubost, nepřijatelnou ani pro různá alternativní společenství.“
Objekty většinou vytváří z „kulturního odpadu, banálních materiálů, textilu nebo předmětů denní potřeby“. Prozatím v největším rozsahu se na ně soustředila výstava Broučci v PLATO Ostrava. Putovní výstava pro změnu Lež a lži primárně vycházela ze souboru Skreplových autorských knih, v nichž spontánně vlepoval fotografie z různých zdrojů (módních magazínů, pornografických časopisů) a razantně do nich vstupoval kresbou či vpisky.

## Významné samostatné výstavy
- 1994 Bytová výstava, Praha (s Martinem Johnem)

- 1985 Vysokoškolský klubu VŠZ, Praha (s Martinem Johnem)
- 1987 Kulturní centrum Opatov, Praha (s Jiřím Kovandou a Martinem Johnem)
- 1988 Malá výstavní síň OKS, Liberec (s Jiřím Kovandou a Martinem Johnem)
- 1988 Kulturní středisko Blatiny, Praha
- 1992 Výstavní síň Forum, Praha
- 1992 Galerie Béhémot, Praha
- 1994 Galerie MXM, Praha
- 1995 Forum Stadtpark. Graz, Rakousko (spolu s Jiřím Kovandou)
- 1996 Bílý jídlo. Galerie MXM, Praha (spolu s Jiřím Kovandou)

- 1997 Miauuu… Galerie Václava Špály, Praha
- 1997 Zatím co spíš. Aktualität des Schönen, Liberec
- 2001 Galerie Václava Špály, Praha
- 2003 Veselé prázdniny. Galerie Display, Praha
- 2005 A.M.180. Praha
- 2006 Obrazy. Galerie Vernon Fine Art International, Praha
- 2007 Kočka porodila štěňata. Galerie 35m2, Praha
- 2008 Miss Kosmos B. Š.. AP Ateliér, Praha
- 2009 Zastřílet si pro zdraví. Galerie 5. patro, Praha

- 2009 Jako v zrcadle. Moravská galerie v Brně
- 2010 1988. Svit, Praha (s Martinem Johnem a Jiřím Kovandou)
- 2013 Ananas a kapky potu. Galerie DSC, Praha
- 2013 Doplněk stravy. Galerie NF, Ústí nad Labem
- 2014 Vladimír Skrepl. Richard Adam Galllery, Brno
- 2014 Černé jezero. Galerie Petr Novotný, Praha
- 2014–2015 Lež a lži. Galerie výtvarného umění v Chebu, Fotograf Gallery, Praha & Wortnerův dům, Alšova jihočeská galerie, České Budějovice
- 2015 Vladimír Skrepl a Fraser Brocklehurst. Nová galerie, Praha
- 2016 Broučci. PLATO Ostrava
- 2016 Amor and Psycho. Galerie DSC, Praha
- 2018 Převrátila jsem oči v sloup. Galerie Kaple, Valašské Meziříčí
- 2021 Ante porta inferam. Karpuchina Gallery, Praha (s Václavem Stratilem) [10]
- 2022 Flashback. Kalina Gallery, Brno